# Bagnet M1942

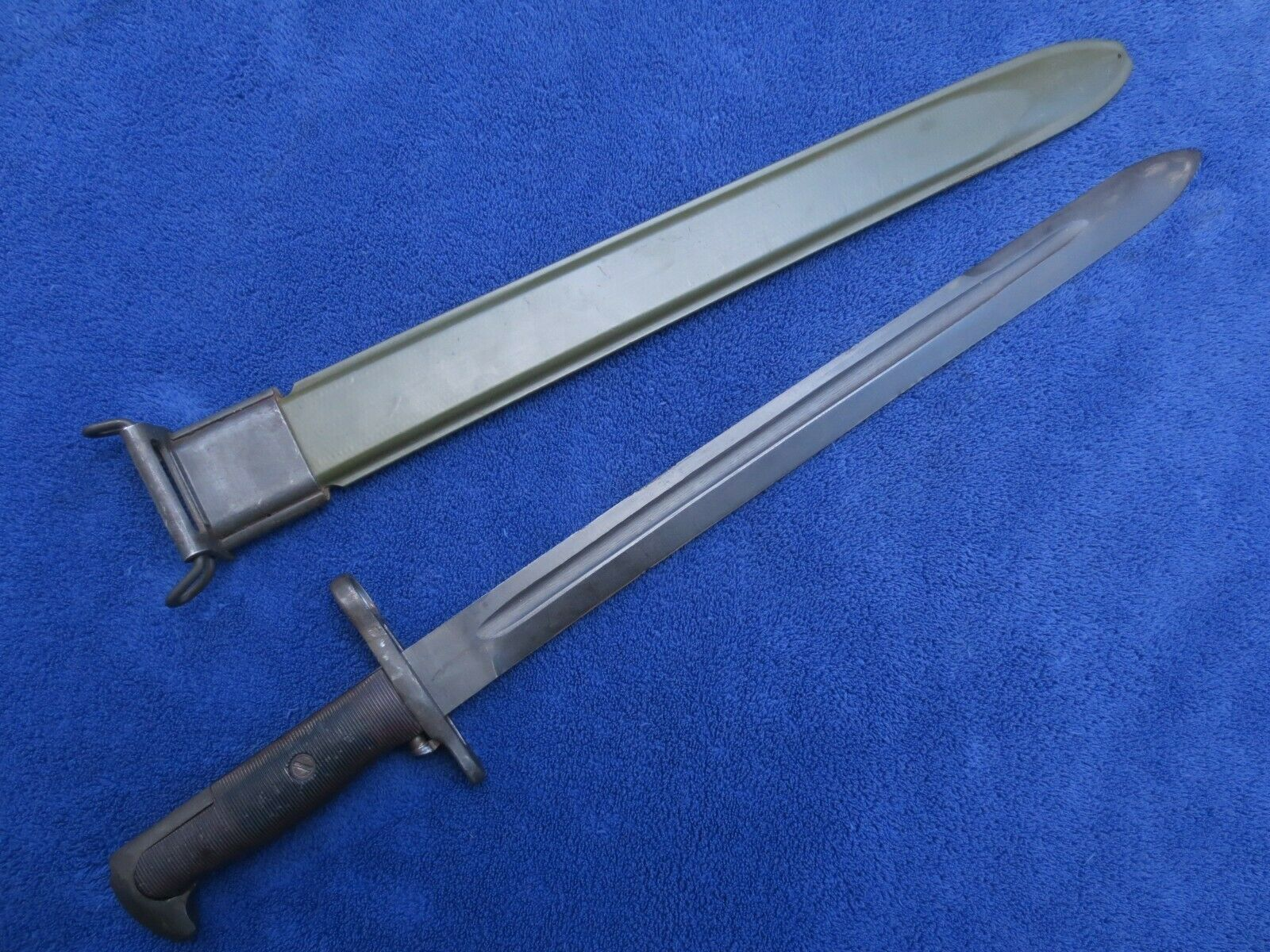
M1942

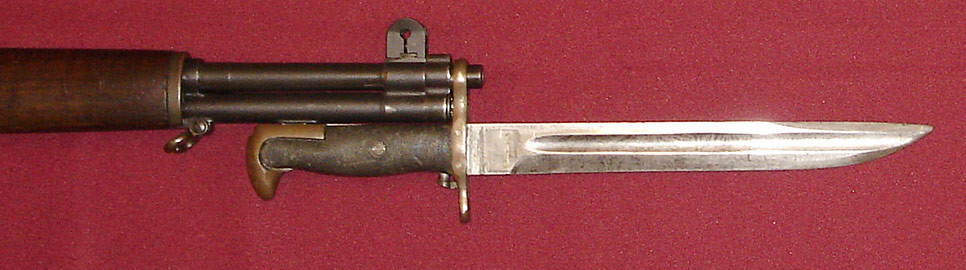
M1942 (skrócony)

Bagnet M1942 – bagnet zaprojektowany, do użycia z karabinem M1 Garand. Długość głowni wynosiła 16 cali (406 mm), rękojeści natomiast 4 cale (101 mm).
M1942 był dokładną kopią bagnetu M1905, który mocowany był do karabinu M1903 Springfield kalibru 7,62 mm.
Możliwość montowania bagnetu do każdej z wersji karabinu M1903, a także do karabinu M1 Garand, czyniło go bardzo użytecznym. Później bagnety M1905/M1942 były produkowane na bieżąco, równolegle z produkcją karabinów M1 Garand.
W 1943 roku US Army zdecydowało, że krótsze bagnety będą lepsze, więc produkcję dostosowano do nowych wytycznych, a przy wyprodukowanych już M1905/1942 skrócono ostrze do 10 cali (254 mm). Bagnety ze skróconą głownią, wraz z nowo wyprodukowanymi 10-calowymi bagnetami, nazwano M1.
| American Fork and Hoe     | 350,000 | 23% |
| Oneida, Limited           | 235,000 | 16% |
| Pal Blade and Tool        | 250,000 | 17% |
| Utica Cutlery             | 225,000 | 15% |
| Union Fork and Hoe        | 385,000 | 26% |
| Wilde Drop Forge and Tool | 60,000  | 4%  |